# Volkwin von Naumburg zu Winterstätten
Volkwin von Naumburg zu Winterstätten (auch Wolquin, Folkvin, Volkewîn, Wolguinus, Wolgulin; † 22. September 1236) war von 1209 bis 1236 Herrenmeister des Schwertbrüderordens.
Volkwin stammte wahrscheinlich aus Naumburg an der Saale. Er war der Nachfolger von Vinno von Rohrbach, der von 1207 bis 1209 erster Herrenmeister des Schwertbrüderordens (lateinisch Fratres miliciae Christi de Livonia) war. Volkwin selbst war ein Vertrauter des Rigaer Bischofs Albert von Buxthoeven (um 1165–1229). Er führte die Ostkreuzzüge des Ordens gegen die Völker des Baltikums, durch die das Christentum dort eingeführt und das Land für den Orden erobert werden sollte.
Volkwin fiel 1236 in der Schlacht von Schaulen im Kampf gegen die Žemaiten. Die Schlacht war eine schwere Niederlage des Schwertbrüderordens. Ein Jahr später ging der Schwertbrüderorden im Deutschen Orden auf. Der Ort der Schlacht ist nicht genau bekannt. Historiker vermuten ihn entweder in der Nähe des litauischen Šiauliai (deutsch Schaulen) oder bei Vecsaule (übersetzt Alt-Schaulen) im Südwesten Lettlands.